# Heidy Abreu
Heidy Abreu (2 de octubre de 1990) es una deportista cubana que compitió en judo. Ganó una medalla de plata en el Campeonato Panamericano de Judo de 2013 en la categoría de +78 kg.

## Palmarés internacional
| Campeonato Panamericano | Campeonato Panamericano | Campeonato Panamericano | Campeonato Panamericano |
| Año                     | Lugar                   | Medalla                 | Categoría               |
| ----------------------- | ----------------------- | ----------------------- | ----------------------- |
| 2013                    | San José (Costa Rica)   | Medalla de plata        | +78 kg                  |